# Genady Iskhakov
Genady Iskhakov (ros. Геннадий Исхаков, Giennadij Ischakow; ur. 3 czerwca 1941 w Kazachstanie) – aktor, piosenkarz i śpiewak operowy (tenor) żydowsko-kazachskiego pochodzenia.

## Życiorys
Jest absolwentem Wydziału Wokalnego z uprawnieniami pedagogicznymi w zakresie emisji głosu Akademii Muzycznej w Taszkencie. Przez lata występował w Moskiewskiej Orkiestrze Estradowej Anatona Krolla oraz Filharmonii Wileńskiej. W 1990 wyemigrował do Izraela, gdzie rozwinął swoją działalność artystyczną. Przez pewien okres przebywał także w Stanach Zjednoczonych.
W 2004 Iskhakov zamieszkał w Polsce, gdzie związał się z Teatrem Żydowskim im. Ester Rachel i Idy Kamińskich w Warszawie. Jest gościem licznych festiwali żydowskich w Polsce i za granicą.
Mówi biegle w językach hebrajskim, polskim, rosyjskim i jidysz.

## Filmografia
- 2009 – Samo życie, jako sprzedawca
- 2009 – Ojciec Mateusz, jako rabin
- 2012 – Misja Afganistan, jako naczelnik afgańskiej wioski